# Aurélie Baras
Pour les articles homonymes, voir Baras.
 (août 2016).
Si vous disposez d'ouvrages ou d'articles de référence ou si vous connaissez des sites web de qualité traitant du thème abordé ici, merci de compléter l'article en donnant les références utiles à sa vérifiabilité et en les liant à la section « Notes et références ».
Aurélie Baras, née le 26 janvier 1967 à Paris, est une graphiste et illustratrice française.

## Biographie
Diplômée en 1991 de l'École supérieure d'arts graphiques Penninghen à Paris, Aurélie Baras crée son studio de création en 1994. Depuis 1995, elle met régulièrement en page des timbres-poste et des produits postaux ou philatéliques pour La Poste.
Aux concours Rencontres musicales d'Évian-les-Bains et du Festival de l'image de film de Chalon-sur-Saône en 1990 puis 1991, il lui est décerné le premier prix.

## Œuvres

### Timbres de France
- « Collection Jeunesse : utilitaires et grandes échelles », mise en page et illustration du pourtour du bloc, 27 octobre 2003.
- « Andy Warhol, Marilyn, 1967 », mise en page, 10 novembre 2003[2].
- « Personnages célèbres : Napoléon Ier et la garde impériale », dessin du bloc entourant les timbres dessinés par Pierre-Marie Valat, 28 juin 2004.